# Mutinerie de l'armée de l'air du Bangladesh en 1977
La mutinerie de l'armée de l'air du Bangladesh en 1977 était une révolte à Dacca le 1er octobre 1977 par des membres de l'armée de l'air du Bangladesh et du corps des transmissions de l'armée du Bangladesh.

## Contexte
Le Bangladesh est sous un gouvernement militaire dirigé par le président Ziaur Rahman, arrivé au pouvoir par un coup d'État. Le gouvernement du Bangladesh était occupé par le détournement du vol 472 de Japan Airlines et l'échange d'otages contre une rançon. L'Armée rouge japonaise avait détourné l'avion et l'avait fait atterrir à l'aéroport Tejgaon (en) à Dacca. Les pirates de l'air ont été avertis de la mutinerie et ont reçu l'ordre de prendre une position défensive s'ils voyaient du personnel armé se diriger vers l'avion par la tour de contrôle.
Le coup d'État avait été prévu pour le 27 septembre 1977, lors d'un discours de Ziaur au personnel de l'armée de l'air à l'occasion de la Journée de l'armée de l'air, mais la cérémonie a été annulée en raison du détournement d'un avion de ligne japonais.

## Événements
La révolte a été menée par des soldats de rang inférieur du bataillon des transmissions de l'armée du Bangladesh et de l'armée de l'air du Bangladesh. Elle était dirigée par le sergent Afsar de l'armée de l'air du Bangladesh, qui était influencé par l'idéologie du Jatiya Samajtantrik Dal. Les mutins ont tué onze officiers à l'aéroport Tejgaon. Dix soldats de l'armée ont été tués. Les mutins ont pris brièvement le contrôle de la station de radio de Dacca et ont attaqué la résidence du président Ziaur Rahman. Après que le gouvernement a réprimé la mutinerie, des centaines de membres de l'armée de l'air ont été arrêtés. Ils ont été rapidement condamnés par des tribunaux militaires. Quelques-uns ont été condamnés à la prison, mais la plupart ont été exécutés à la prison centrale de Dacca. Le gouvernement du président Zia a annoncé officiellement la pendaison de 561 membres de l'armée de l'air. Il n'a pas précisé quand les centaines d'exécutions ont eu lieu, mais des responsables ont déclaré que les hommes accusés d'être impliqués ont été pendus sur une période de six mois, sous les ordres directs du président et de tribunaux spéciaux,.